# Chaselas (Alt Loira)
Chaselas (Chazelles en francès) és un municipi francès situat al departament de l'Alt Loira i a la regió d'Alvèrnia-Roine-Alps. L'any 2007 tenia 33 habitants.

## Demografia

### Població
El 2007 la població de fet de Chazelles era de 33 persones. Hi havia 12 famílies de les quals 4 eren unipersonals (4 dones vivint soles i 4 dones vivint soles) i 8 parelles sense fills.
La població ha evolucionat segons el següent gràfic:
Habitants censats

### Habitatges
El 2007 hi havia 36 habitatges, 16 eren l'habitatge principal de la família i 20 eren segones residències. 31 eren cases i 5 eren apartaments. Dels 16 habitatges principals, 13 estaven ocupats pels seus propietaris i 3 estaven cedits a títol gratuït; 1 tenia dues cambres, 2 en tenien tres, 6 en tenien quatre i 7 en tenien cinc o més. 12 habitatges disposaven pel capbaix d'una plaça de pàrquing. A 7 habitatges hi havia un automòbil i a 6 n'hi havia dos o més.

### Piràmide de població
La piràmide de població per edats i sexe el 2009 era:
| Homes | Edats   | Dones |
| ----- | ------- | ----- |
| 0     | 95 o +  | 0     |
| 0     | 90 a 94 | 0     |
| 0     | 85 a 89 | 0     |
| 0     | 80 a 84 | 0     |
| 4     | 75 a 79 | 4     |
| 4     | 70 a 74 | 8     |
| 0     | 65 a 69 | 0     |
| 0     | 60 a 64 | 0     |
| 0     | 55 a 59 | 0     |
| 4     | 50 a 54 | 0     |
| 0     | 45 a 49 | 4     |
| 0     | 40 a 44 | 0     |
| 0     | 35 a 39 | 0     |
| 0     | 30 a 34 | 0     |
| 0     | 25 a 29 | 0     |
| 0     | 20 a 24 | 0     |
| 0     | 15 a 19 | 4     |
| 0     | 10 a 14 | 0     |
| 0     | 5 a 9   | 0     |
| 0     | 0 a 4   | 0     |

## Economia
El 2007 la població en edat de treballar era de 15 persones, 10 eren actives i 5 eren inactives. De les 10 persones actives 8 estaven ocupades (4 homes i 4 dones) i 2 estaven aturades (1 home i 1 dona). De les 5 persones inactives 2 estaven jubilades, 1 estava estudiant i 2 estaven classificades com a «altres inactius».
Activitats econòmiques
L'únic establiment que hi havia el 2007 era d'una empresa extractiva.

## Poblacions més properes
El següent diagrama mostra les poblacions més properes.